# Верхньобишкинська сільська рада
Верхньобишки́нська сільська́ ра́да — адміністративно-територіальна одиниця та орган місцевого самоврядування в Первомайському районі Харківської області. Адміністративний центр — село Верхній Бишкин.

## Загальні відомості
Верхньобишкинська сільська рада утворена в 1918 році.
- Територія ради: 10,374 км²
- Населення ради: 329 осіб (станом на 2001 рік)
- Територією ради протікає річка Мокра.

## Населені пункти
Сільській раді підпорядковані населені пункти:
- с. Верхній Бишкин

## Склад ради
Рада складається з 12 депутатів та голови.
- Голова ради: Русляков Віктор Ілліч
- Секретар ради: Мальцева Євдокія Василівна

### Керівний склад попередніх скликань
| Прізвище, ім'я, по батькові | Основні відомості                                                                       | Дата обрання | Дата звільнення |
| --------------------------- | --------------------------------------------------------------------------------------- | ------------ | --------------- |
| Малахов Василь Вікторович   | Сільський голова, 1960 року народження, член Народної партії                            | 26.03.2006   | 31.10.2010      |
| Русляков Віктор Ілліч       | Сільський голова, 1955 року народження, освіта середня спеціальна, член Партії регіонів | 31.10.2010   |                 |

Примітка: таблиця складена за даними сайту Верховної Ради України

### Депутати
За результатами місцевих виборів 2010 року депутатами ради стали:

#### За суб'єктами висування
| Суб'єкт висування | Кількість обраних депутатів | %    |
| ----------------- | --------------------------- | ---- |
| Партія регіонів   | 11                          | 91,7 |
| Самовисування     | 1                           | 8,3  |

#### За округами
| № округу        | Прізвище, ім'я, по батькові      | Дата визнання обраним | Освіта  | Партійна приналежність | Відомості про обраного депутата                             |
| --------------- | -------------------------------- | --------------------- | ------- | ---------------------- | ----------------------------------------------------------- |
| Партія регіонів |                                  |                       |         |                        |                                                             |
| 1               | Рижова Зінаїда Олексіївна        | 09.11.2010            | середня | член Партії регіонів   | пенсіонер                                                   |
| 3               | Мальцева Валентина Володимирівна | 09.11.2010            | вища    | позапартійна           | СФХ «Росток-М», бухгалтер                                   |
| 4               | Брусенцев Юрій Миколайович       | 09.11.2010            | середня | член Партії регіонів   | тимчасово не працює                                         |
| 5               | Мальцева Євдокія Василівна       | 09.11.2010            | вища    | член Партії регіонів   | Верхньобишкинська сільська рада, секретар                   |
| 6               | Мальцева Валентина Іванівна      | 09.11.2010            | середня | член Партії регіонів   | пенсіонер                                                   |
| 7               | Золотухіна Олена Іванівна        | 09.11.2010            | середня | позапартійна           | с. В-Бишкин фельдшерсько-акушерський пункт, завідувачка ФАП |
| 8               | Малахова Ірина Іванівна          | 09.11.2010            | середня | позапартійна           | с. В-Бишкин СБК, прибиральниця                              |
| 9               | Малахов Василь Вікторович        | 18.04.2011            | вища    | член Партії регіонів   | Верхньобишкинська сільська рада, спеціаліст                 |
| 10              | Волобуєва Антоніна Тимофіївна    | 09.11.2010            | середня | член Партії регіонів   | пенсіонер                                                   |
| 11              | Смяцька Олена Іванівна           | 09.11.2010            | середня | член Партії регіонів   | Первомайський терцентр, соцпрацівник                        |
| 12              | Плохой Євген Леонідович          | 09.11.2010            | середня | член Партії регіонів   | тимчасово не працює                                         |
| Самовисування   |                                  |                       |         |                        |                                                             |
| 2               | Брусенцев Юрій Михайлович        | 15.12.2013            | середня | позапартійний          | ФГ «Рост», голова                                           |